# Polycycnis villegasiana
Polycycnis villegasiana är en orkidéart som beskrevs av Günter Gerlach. Polycycnis villegasiana ingår i släktet Polycycnis och familjen orkidéer.
Artens utbredningsområde är Colombia. Inga underarter finns listade i Catalogue of Life.